# Kenneth Burke
Kenneth Duva Burke (5 mei 1897 - 19 november 1993) was een Amerikaans literair criticus die vooral bekend is geworden door zijn op retorica gebaseerde analyses van de aard van kennis en voor zijn opvatting van literatuur als "symbolische actie", waarbij taal en het menselijk handelen worden gecombineerd.
Burke's denken was onorthodox, complex en subtiel. Hij keek niet alleen naar de "intrinsieke" elementen van de literatuur (de formele aspecten van de literaire tekst zelf), maar plaatste de werken in een breder perspectief, de "extrinsieke" elementen: de verhouding van het literaire werk in zijn volledige context (het publiek, de biografie van de auteur, de sociale, historische en politieke achtergrond). Hij realiseerde zich dat de criticus de kritiek net zo moet bekritiseren als de literatuur zelf en werd zo een vroege voorstander van de literatuurwetenschap.

## Biografie
Burke studeerde kort aan enkele universiteiten (Ohio State University in Columbus in de periode 1916-1917, en Columbia-universiteit in New York, 1917-1918), maar rondde zijn studies niet af. Hij schreef gedichten, een roman, korte verhalen en vertaalde de werken van Duitse schrijvers naar het Engels. Hij was muziekcriticus van "The Dial" (1927-1929) en van "The Nation" (1934-1936). Hierna wijdde hij zich aan de literaire kritiek, gaf lezingen over dit onderwerp aan de Universiteit van Chicago (1938, 1949-1950) en doceerde aan Bennington College in Vermont van 1943 tot 1961.

## Filosofie
De politieke en sociale macht van symbolen stond centraal in Burke's opvattingen gedurende zijn hele carrière. Hij was ervan overtuigd dat door te begrijpen "wat er bij komt kijken als we zeggen wat mensen doen en waarom ze het doen", we inzicht krijgen in de cognitieve basis voor onze perceptie van de wereld. Voor Burke geeft de manier waarop we besluiten te vertellen meer waarde aan specifieke kwaliteiten dan aan andere. Hij geloofde dat dit veel zegt over hoe we de wereld zien.

### Dramatiek
Burke noemde de sociale en politieke retorische analyse "dramatiek" en geloofde dat een dergelijke benadering van taalanalyse en taalgebruik ons de basis van conflict, de deugden en gevaren van samenwerking en de mogelijkheden van identificatie en eenheid van substantie kan helpen begrijpen.
Burke definieerde de retorische functie van de taal als "een symbolisch middel van het veroorzaken van samenwerking door wezens die van nature reageren op symbolen." Zijn definitie van de mensheid stelt: "de mens" is "het symbool dat het dierlijke gebruikt, maakt en misbruikt, de uitvinder van het negatieve, gescheiden van zijn natuurlijke toestand door instrumenten van eigen makelij, geprikkeld door de geest van hiërarchie en verrot door perfectie." Voor Burke waren sommige van de belangrijkste problemen in het menselijk gedrag het gevolg van gevallen waarbij symbolen mensen gebruikten in plaats van mensen symbolen.
Burke veronderstelde dat wanneer we motieven toeschrijven aan anderen, we de neiging hebben te vertrouwen op de verhouding tussen vijf elementen: handeling, context, middel, interventie en doel. Dit is bekend komen te staan als "dramatistic pentad", het dramatistische vijftal. Dit vijftal is gebaseerd op zijn dramatistische methode, die de menselijke communicatie beschouwt als een vorm van actie. Dramatiek "nodigt uit om de kwestie van de motieven te overwegen in een perspectief dat, ontwikkeld uit de analyse van drama, taal en denken in de eerste plaats behandelt als werkingsmechanismen" (Grammar of Motives xxii). Burke streefde literaire kritiek niet na als een formalistische activiteit maar als een activiteit met een aanzienlijk sociologisch effect; hij zag literatuur als "werktuigen voor het leven," die mensen volkswijsheid en gezond verstand bieden en mensen daarmee sturen in de manier waarop zij hun leven leven.

### Uitdrukkingsvensters
Een ander belangrijk concept voor Burke is het uitdrukkingsvenster: een set symbolen die een soort venster of raster van begrijpelijkheid vormen, waardoor de wereld om ons heen betekenis krijgt. Hier biedt Burke  retorische theoretici en critici een manier om de relatie tussen taal en ideologie te begrijpen. Burke dacht dat taal niet gewoon de realiteit "weerspiegelt" (reflect); het helpt ook de werkelijkheid te "selecteren" (select) of te "buigen" (deflect). In Language as Symbolic Action (1966) schrijft hij: "Zelfs als een bepaalde uitdrukking een weerspiegeling van de werkelijkheid is, moet het juist door zijn aard als uitdrukking een selectie van de werkelijkheid zijn en moet in die mate ook functioneren als een buiging van de werkelijkheid."
Burke beschrijft uitdrukkingsvensters als weerspiegelingen van de werkelijkheid: wij zien deze symbolen als dingen die onze aandacht richten op het onderwerp van dat moment. Bijvoorbeeld: foto's van hetzelfde object die met verschillende filters zijn gemaakt, richten de aandacht van de kijker telkens anders, net zoals hoe verschillende onderwerpen in de academische wereld telkens andere aandacht krijgen. Burke zegt: "We moeten 'uitdrukkingsvensters' gebruiken, omdat we niets kunnen zeggen zonder het gebruik van uitdrukkingen; welke uitdrukkingen we ook gebruiken, ze vormen noodzakelijkerwijs een overeenkomstige soort van venster; en ieder dergelijk venster richt noodzakelijkerwijs de aandacht op het ene gebied in plaats van het andere." Burke ontleende dit niet alleen aan de werken van Shakespeare en Sophocles, maar ook aan films en radio die belangrijk waren voor de popcultuur, omdat ze wemelden van "symbolische en retorische ingrediënten". Als mensen kunnen wij min of meer gedwongen worden het venster dat ons wordt voorgeschoteld te accepteren, en de massacultuur (zoals tv en websites) is daar schuldig aan. De media hebben uitdrukkingsvensters veranderd of, zoals Richard Toye schreef in zijn boek Rhetoric: A Very Short Introduction, "de linguïstische filters die ervoor zorgen dat we situaties op een bepaalde manier beschouwen".

## Belangrijke werken
- Counter-Statement (1931)
- Towards a Better Life (1932)
- Permanence and Change (1935)
- Attitudes Toward History (1937)
- The Rhetoric of Hitler's "Battle" (1939)
- Philosophy of Literary Form (1941)
- A Grammar of Motives (1945)
- A Rhetoric of Motives (1950)
- Linguistic Approaches to Problems of Education (1955)
- The Rhetoric of Religion (1961)
- Language As Symbolic Action (1966)
- Dramatism and Development (1972)
- Here and Elsewhere (2005)
- Essays Toward a Symbolic of Motives (2006)
- Kenneth Burke on Shakespeare (2007)

- Bibsys: 90372343
- Biblioteca Nacional de España: XX916761
- Bibliothèque nationale de France: cb12176937b (data)
- CiNii: DA00330060
- Gemeinsame Normdatei: 118517716
- International Standard Name Identifier: 0000 0001 0928 7456
- Library of Congress Control Number: n50032315
- Nationale Bibliotheek van Letland: 000090464
- MusicBrainz: 80bc7a8b-3da0-4a7d-9670-2cc70b666ac0
- Bibliotheek van het Japanse parlement: 00434852
- Nationale Bibliotheek van Tsjechië: kup20030000012627
- Nationale bibliotheek van Australië: 35023866
- Nationale Bibliotheek van Israël: 987007259363705171
- Nationale en Universitaire bibliotheek Zagreb: 000549607
- Nederlandse Thesaurus van Auteursnamen: 068429800
- Réseau des bibliothèques de Suisse occidentale: 02-A003058984
- Istituto Centrale per il Catalogo Unico: TO0V023272
- LIBRIS: 322128
- SNAC: w6736s52
- Système universitaire de documentation: 030332141
- Trove: 797777
- Virtual International Authority File: 100257278
- WorldCat: E39PBJpVbq8dMbp8BTkdgRt3Qq